# Låt tågen gå

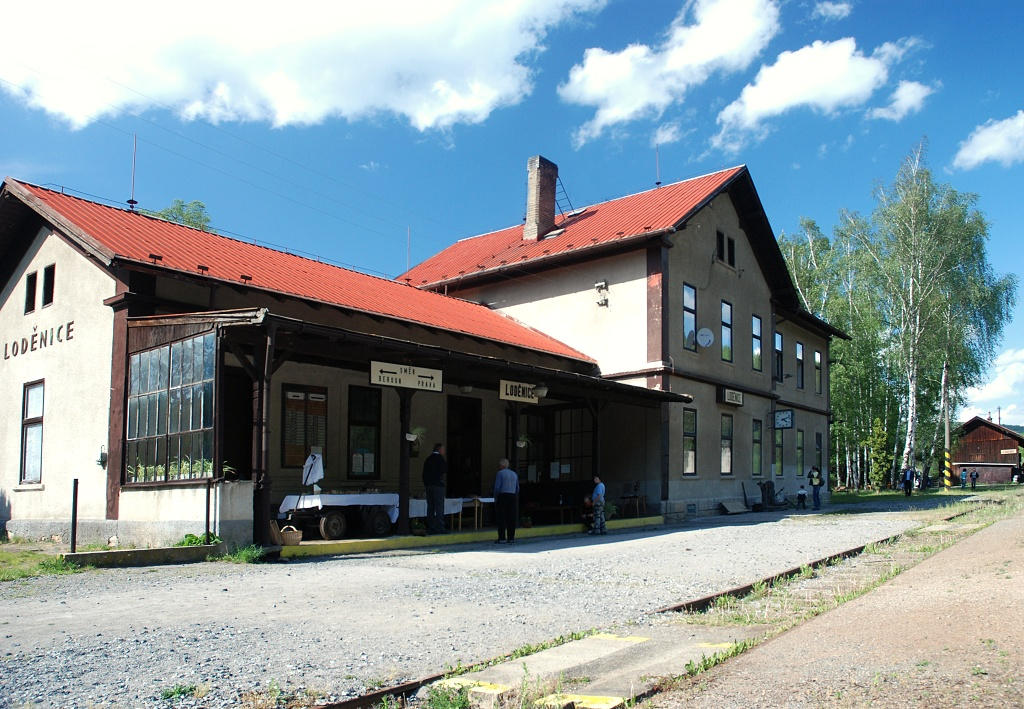
Stationsbyggnaden i Loděnice, där filmen spelades in (foto från 2007).

Låt tågen gå (tjeckiska: Ostre sledované vlaky) är en tjeckoslovakisk film från 1966 regisserad av Jiří Menzel. Filmen bygger på en roman av Bohumil Hrabal. Filmen vann en Oscar för bästa utländska film vid Oscarsgalan 1968.

## Handling
En ung man, Miloš (spelad av Václav Neckář), får arbete som tågklarerare på en järnvägsstation på landet under andra världskriget. Hans flickvän Máša (Jitka Bendová) är konduktör på tåget som går förbi en gång om dagen. Det enda som märks av kriget är trupptransporterna, annars flyter livet fram i stillhet. Miloš lider av för tidig utlösning och kan därför inte riktigt få till det med flickvännen, men en äldre kvinna från motståndsrörelsen hjälper honom på traven.

## Rollista
- Václav Neckář – Miloš Hrma
- Josef Somr – Hubička
- Vlastimil Brodský – Zedníček
- Vladimír Valenta – Lanska
- Jitka Bendová – Máša
- Jitka Zelenohorská – Zdenička
- Naďa Urbánková – Viktoria Freie
- Libuše Havelková – Lanskas fru
- Milada Ježková – Zdeničkas mor
- Jiří Menzel – Doktor Brabec